# Sonic the Hedgehog (серія відеоігор)
Sonic the Hedgehog (яп. ソニック・ザ・ヘッジホッグ, Сонікку дза Хедзіхоггу) — це японська серія відеоігор та медіафраншиза, створена компанією Sega. У франшизі розповідається про Соніка, антропоморфного синього їжака, який бореться з божевільним вченим Доктором Еґманом. Основна частина ігор серії Sonic the Hedgehog є платформерами, в більшості розробленими Sonic Team; інші ігри, створено різними студіями, включно зі спінофами, в жанрах перегони, файтинги, ігри для вечірок та спортивні. Франшиза також містить комікси, анімаційні, повнометражні фільми, та мерчі.
Sega розробляла першу гру про Соніка, як конкурента Маріо — талісмана Nintendo, випустивши її в 1991 році для консолей Sega Genesis. Його успіх допоміг Sega стати однією з провідних компаній у сфері відеоігор під час четвертого покоління ігрових консолей на початку 1990-х років. Sega Technical Institute розробив три наступні гри, і спіноф Sonic Spinball (1993). Після перерви під час невдалої ери консолі Sega Saturn, вийшла перша 3D гра Sonic Adventure у 1998 році для Dreamcast. Sega вийшла з ринку консолей і перейшла до сторонніх розробників у 2001 році, продовживши випускати ігри серії на системах, які були колишніми конкурентами Nintendo, Xbox і PlayStation.
Хоча ігри Sonic часто мають унікальні ігрові механіки та історії, вони містять незмінні елементи, такі як очки здоров'я у якості кілець, локації рівнів і швидкий ігровий процес. У іграх зазвичай Сонік, намагається зламати плани Еґмана щодо світового панування, гравець переміщається рівнями, де можуть бути джерела, схили, бездонні ями та вертикальні петлі. У пізніших іграх з'явилися персонажі; деякі, такі як Майлз «Тейлз» Прауер, Єхидна Наклз та Їжак Шедоу, отримали власні ігри, як спіноф серії Sonic the Hedgehog. Ця франшиза також налічує кросовери з іншими франшизами у таких іграх, як Mario & Sonic, Sonic & Sega All-Stars Racing і Super Smash Bros.